# Aulacus pallipes
Aulacus pallipes är en stekelart som beskrevs av Cresson 1879. Aulacus pallipes ingår i släktet Aulacus och familjen vedlarvsteklar. Inga underarter finns listade.